# La femme et le TGV
La femme et le TGV é um filme de drama em curta-metragem suíço de 2016 dirigido e escrito por Timo von Gunten. Foi indicado ao Oscar de melhor curta-metragem em live action na edição de 2017.

## Elenco
- Jane Birkin - Elise
- Julie Dray - Professora de Dança
- Nicolas Heini - Filho do Bruno
- Lucien Guignard - Jacques
- Manuela Biedermann - Charlotte
- Viola von Scarpatetti - Dustlady
- Gilles Tschudi - Bruno
- Mathieu Bisson - Pierre